# Branch prediction
Branch prediction (av engelska "branch", gren och "prediction", förutsägelse) är inom datorarkitektur en pipelineoptimeringsteknik där processorn försöker förutse hur ett programflöde kommer förgrenas, för att spekulativt exekvera instruktionerna där programflödet antas fortsätta.
Implementationer av branch prediction delas in i statiska och dynamiska.
- Statisk branch prediction: hoppförutsägelser baserar sig på hopptypsinstruktion.
- Dynamisk branch prediction: under programkörning samlas statistik om hur programflödet förgrenar sig. Hoppförutsägelser utgår från den insamlade informationen.